# 바부얀 제도

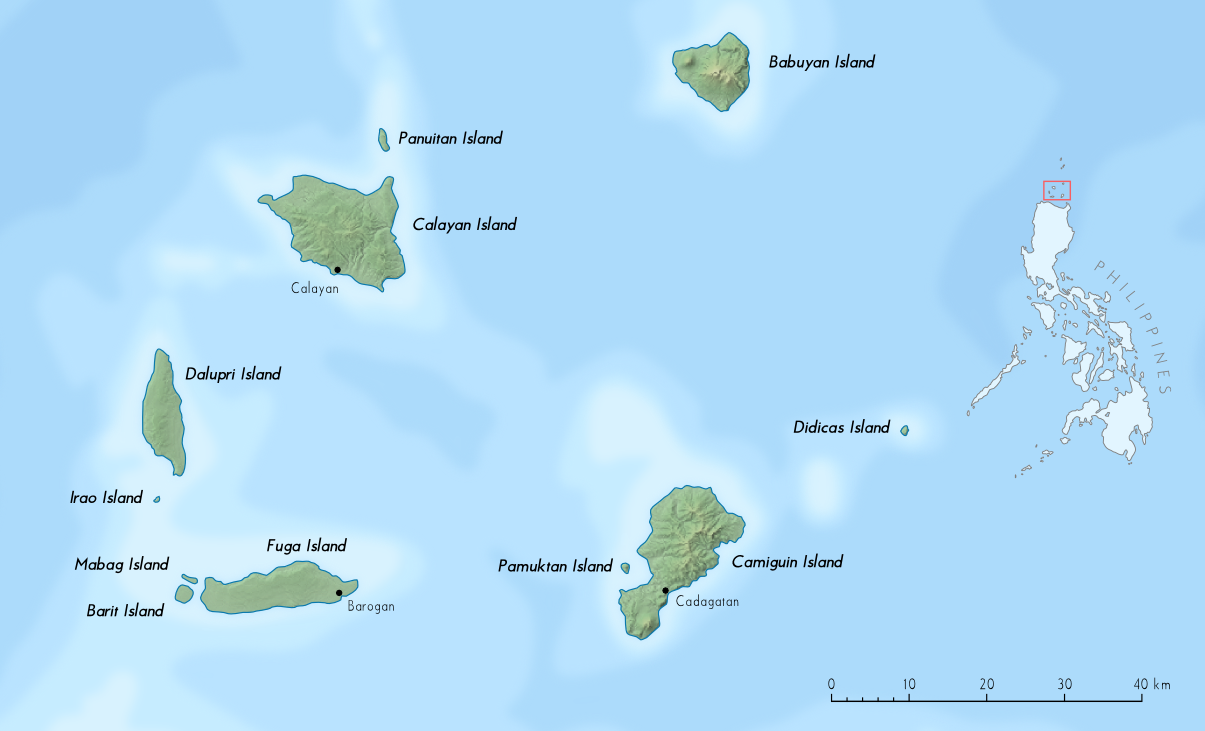

바부얀 제도(Babuyan Islands)는 필리핀 북부 루손섬 북쪽의 루손 해협에 떠 있는 군도이다. 이 지역은 행정구역상으로는 루손섬 북부 카가얀밸리 지방(Cagayan Valley, Region II)의 카가얀주에 속해 있다. 인구는 1만 5천 명 정도이다.

## 지리
루손 해협은 바부얀 제도를 끼고 둘로 나뉘어 있으며, 루손섬 사이는 바부얀 해협, 바부얀 제도의 북쪽에 있는 바타네스 제도 사이는 바린탕 해협이 있다.

## 구성
바부얀 제도를 구성하는 주요 섬은 다섯 개이다.
- 바부얀 섬 (Babuyan)
- 칼라얀 섬 (Calayan)
- 카미긴 섬 (Camiguin)
- 달루피리 섬 (Dalupiri)
- 푸가 섬 (Fuga)

## 주민
일로카노 어를 구사하는 일로카노 족들이 살아가고 있다.